# 10719 Андамар
10719 Андамар (1985 TW, 1995 GH8, 1996 WT2, 10719 Andamar) — астероїд головного поясу, відкритий 15 жовтня 1985 року.
Тіссеранів параметр щодо Юпітера — 3,497.